# Suillia ingens
Suillia ingens är en tvåvingeart som först beskrevs av Lamb 1917.  Suillia ingens ingår i släktet Suillia och familjen myllflugor. Inga underarter finns listade i Catalogue of Life.